# Jaktorów (przystanek kolejowy)
Jaktorów – przystanek kolejowy w Jaktorowie, w województwie mazowieckim, w Polsce. Według klasyfikacji PKP ma kategorię dworca aglomeracyjnego.
Przystanek przeszedł modernizację w latach 2014-2015. Zastąpiono jeden peron wyspowy, dwoma nowymi peronami. Zlikwidowano również przejazd kolejowy, a w jego zastępstwie zbudowano tunel dla pieszych i rowerzystów.

## Ruch pasażerski[2]
| Rok  | Wymiana pasażerska na dobę | Miejsce w Polsce |
| ---- | -------------------------- | ---------------- |
| 2017 | 1500 - 2000                | bd.              |
| 2018 | 1500 - 2000                | bd.              |
| 2019 | 3000 - 4000                | 120.             |
| 2020 | 1500 - 2000                | 125.             |
| 2021 | 2000 - 3000                | 125.             |
| 2022 | 2000 - 3000                | 132.             |
| 2023 | 2000 - 3000                | 143.             |
| 2024 | 2000 - 3000                | 147.             |

## Połączenia
| Przewoźnik         | Linia    | Trasa                                        |
| ------------------ | -------- | -------------------------------------------- |
| Koleje Mazowieckie | R1 / RE1 | Warszawa Wschodnia – Jaktorów – Skierniewice |